# Park Świętokrzyski w Warszawie
Park Świętokrzyski – park w Warszawie, położony pomiędzy ulicami: Emilii Plater, Świętokrzyską i Marszałkowską a Pałacem Kultury i Nauki.

## Opis
Park powstał na powierzchni ok. 3 ha jako część otoczenia Pałacu Kultury i Nauki w miejscu zlikwidowanych podczas budowy gmachu odcinków ulic: Pańskiej, Siennej, Zielnej i Wielkiej. Został zaprojektowany przez Tadeusza Nurkiewicza. Urządzanie parku rozpoczęto w 1954. Posadzono w nim ok. 400 drzew (klony pospolite, klony srebrzyste, jawory, brzozy, dęby, jarzębiny, lipy, platany, czerwone buki, jodły kalifornijskie i świerki srebrne) i 7000 krzewów. Część sadzonek sprowadzono ze Szczecina i Kamieńca Ząbkowickiego, natomiast lipy zostały przeniesione z okolicy ul. Księcia Trojdena.
Park został oddany do użytku 22 lipca 1955.
W 1955 park nosił nazwę „parku na placu im. Stalina”, a następnie „parku przy Pałacu Kultury i Nauki”. Obecna nazwa pochodzi od ulicy Świętokrzyskiej.
W 2006 w parku odsłonięto pomnik Janusza Korczaka. 
W latach 2008–2009 rozważano zabudowę jego zachodniej części (wzdłuż ulicy Emilii Plater) i wzniesienie tu 280-metrowego wysokościowca, który przez większą część dnia zacieniłby niemal cały park. Przeciwko postawieniu wieżowca na terenie parku wystąpili architekci i urbaniści z Rady Architektury i Rozwoju Miasta, Towarzystwa Urbanistów Polskich, Forum Rozwoju Warszawy oraz partia Zieloni 2004. W przyjętym w 2010 planie miejscowym zrezygnowano z zabudowy parku.

## Pozostałe informacje
- W maju 2004 w parku ustawiono „zakręconą w pętelkę” ławkę Laury i Petrarki ufundowaną przez Włoski Instytut Kultury w 700. rocznicę urodzin Francesca Petrarki.
- Od końca 2007 do początku 2009 działało tam „Forum Wolności Słowa” wzorowane na londyńskim Hyde Parku[6].